# Đạo đức sinh học
Đạo đức sinh học là nghiên cứu về các vấn đề đạo đức nổi lên từ những tiến bộ trong sinh học và y học. Đó cũng là sự phân biệt đạo đức vì nó liên quan đến chính sách và thực hành y tế. Đạo đức sinh học có liên quan với các câu hỏi đạo đức nảy sinh trong các mối quan hệ giữa khoa học sự sống, công nghệ sinh học, y học, chính trị, luật pháp và triết học. Nó bao gồm việc nghiên cứu các giá trị ("đạo đức của bình thường") liên quan đến chăm sóc ban đầu và các ngành y học khác. Đạo đức liên quan đến nhiều khoa học và khoa học sinh học khác.

## Từ nguyên
Thuật ngữ bioethics (tiếng Hy Lạp bios, cuộc sống, đặc tính, hành vi) được Fritz Jahr đặt ra vào năm 1926 trong một bài báo về "yêu cầu đạo đức" về việc sử dụng động vật và thực vật trong nghiên cứu khoa học. Năm 1970, nhà sinh hóa học người Mỹ Van Rensselaer Potter sử dụng thuật ngữ này để mô tả mối quan hệ giữa sinh quyển và dân số ngày càng tăng. Công trình của Potter đặt nền tảng cho đạo đức toàn cầu, một ngành học tập trung vào mối liên hệ giữa sinh học, sinh thái học, y học và giá trị con người.

## Mục đích và phạm vi
Lĩnh vực đạo đức sinh học đã giải quyết một cuộc điều tra rộng rãi về vấn đề con người, từ các cuộc tranh luận về ranh giới của cuộc sống (ví dụ: phá thai, chết tự nguyện-euthanasia), thay thế, phân bổ tài nguyên chăm sóc sức khỏe khan hiếm (ví dụ như hiến tạng, chăm sóc sức khỏe). từ chối chăm sóc y tế vì lý do tôn giáo hoặc văn hóa. Các nhà sinh học thường không đồng ý với nhau về các giới hạn chính xác về kỷ luật của họ, tranh luận liệu lĩnh vực có nên tự quan tâm đến đánh giá đạo đức của tất cả các câu hỏi liên quan đến sinh học và y học hay chỉ một tập hợp con của những câu hỏi này. Một số nhà đạo đức sinh học sẽ thu hẹp đánh giá đạo đức chỉ với đạo đức của phương pháp điều trị y tế hoặc đổi mới công nghệ, và thời gian điều trị y tế của con người. Những người khác sẽ mở rộng phạm vi đánh giá đạo đức để bao gồm đạo đức của tất cả các hành động có thể giúp hoặc gây hại cho các sinh vật có khả năng cảm thấy sự sợ hãi.
Phạm vi của đạo đức sinh học có thể mở rộng với công nghệ sinh học, bao gồm nhân bản, liệu pháp gen, mở rộng cuộc sống, kỹ thuật di truyền của con người, astroethics và cuộc sống trong không gian, và thao tác sinh học cơ bản thông qua thay đổi DNA, XNA và protein. Những phát triển này sẽ ảnh hưởng đến sự tiến hóa trong tương lai và có thể yêu cầu các nguyên tắc mới giải quyết cuộc sống ở cốt lõi của nó, chẳng hạn như đạo đức sinh học, coi trọng cuộc sống ở các quy trình và cấu trúc sinh học cơ bản của nó.